# Jape
Jape — ирландская электроник-рок-группа из Дублина. Созданная как сайд-проект Ричи Игана во время участия в The Redneck Manifesto, на сегодняшний день они выпустили пять альбомов. Группа выступала на таких фестивалях и мероприятиях, как Glastonbury, Electric Picnic, Lovebox Dublin и Hard Working Class Heroes, а также выступала на разогреве у The Flaming Lips на Belsonic в Белфасте в августе 2008 года.
Первый и второй альбомы транслировались на альтернативном национальном радио в Ирландии. Первый трек из Monkeys in the Zoo Have More Fun Than Me, «Floating», стал популярным синглом на ночных альтернативных музыкальных радиошоу и привлек внимание Брендана Бенсона во время визита в Дублин. Теперь Бенсон исполняет кавер-версию трека во время живых выступлений со своей группой The Raconteurs, как и бельгийский мэшап-дуэт Soulwax во время своих диджейских сетов.
Третий альбом, Ritual, был выпущен в июне 2008 года, позже получив премию Choice Music Prize в номинации «Ирландский альбом года 2008». В альбом вошли синглы «I Was a Man», «Strike Me Down» и «Phil Lynott», последний из которых был предметом безуспешной петиции фанатов, чтобы он был назван рождественским синглом Ирландии номер один в декабре 2008 года.
Альбом Ocean of Frequency был выпущен в 2011 году и принес группе вторую премию Choice Music Prize в марте 2012 года.

## Характеристики
Название
Ричи Иган является основным автором песен, но называет всю группу Jape. Это произошло после его первых нескольких сольных выступлений, когда он понял, что не хочет, чтобы люди считали его певцом и автором песен, а частью группы. Иган был участником многих групп с юных лет и провел свою юность, экспериментируя с четырехдорожечными магнитофонами и звуками. Ранее он был участником групп Black Belt Jones и Sir Killalot. После ухода из Black Belt Jones он стал басистом в инструментальной рок-группе The Redneck Manifesto, участником которой он до сих пор является. Он иногда гастролировал в составе живой группы Дэвида Китта, а также в группе Конора Дж. О’Брайена Villagers в качестве бас-гитариста и со своими товарищами по группе The Redneck Manifesto. К 2003 году Иган придумал Jape, проведя неделю в семейном доме своего товарища из The Redneck Manifesto, Нила Бирна, в Авоке, графство Уиклоу.
Стиль
Стилистически группа характеризуется как электроник-рок, электроника, фолктроника, хип-хоп, поп. Сингл «Strike Me Down» сравнивают с Mstrkrft и французским синтипоп-квартетом Phoenix.
Источники вдохновения
Иган сказал, что начал слушать музыку в период полового созревания. Первоначально на него повлиял мелодичный поп 1960-х годов, такой как Simon & Garfunkel, позже он слушал американский хардкор-панк, такой как Dead Kennedys, Minor Threat, Black Flag, но в целом слушает много стилей музыки. Воспоминания из детства о выступлении хеви-метал-группы Mastodon побудили его написать песню «Phil Lynott». Он также любит более новых ирландских исполнителей, таких как Villagers.

## Дискография
Смотри статью «Дискография Jape» в англ. разделе.
- Cosmosphere (2003)
- The Monkeys in the Zoo Have More Fun Than Me (2004)
- Jape Is Grape (2007) — мини-альбом
- Ritual (2008)
- Ocean of Frequency (2011)
- This Chemical Sea (2015)